# Oconomowoc (hrabstwo Waukesha)
Oconomowoc – miejscowość w Stanach Zjednoczonych, w stanie Wisconsin, w hrabstwie Waukesha.